# Národní parky v Dánsku
V roce 2019 se v Dánském království nacházelo 6 národních parků. Pět z nich se nachází ve vlastním Dánsku a jeden v Grónsku. Zatímco grónský národní park existuje už od roku 1974, ostatní dánské parky jsou relativně nové – vznikly až po roce 2000. 

## Přehled parků
| Obrázek | Název                               | Lokalizace     | Rozloha     | Vznik | Geodata (OSM) |
| ------- | ----------------------------------- | -------------- | ----------- | ----- | ------------- |
|         | Národní park Severovýchodní Grónsko | Grónsko        | 972 000 km² | 1974  | OSM, WMF      |
|         | Národní park Thy                    | Severní Jutsko | 243.7 km²   | 2008  | OSM, WMF      |
|         | Národní park Mols Bjerge            | Střední Jutsko | 180 km²     | 2009  | OSM, WMF      |
|         | Národní park Vadehavet              | Jižní Dánsko   | 1466 km²    | 2010  | OSM, WMF      |
|         | Národní park Skjoldungernes Land    | Sjælland       | 170 km²     | 2015  | OSM, WMF      |
|         | Národní park Kongernes Nordsjælland | Hovedstaden    | 262,5 km²   | 2018  | OSM, WMF      |